# Rijndelta (Bodenmeer)

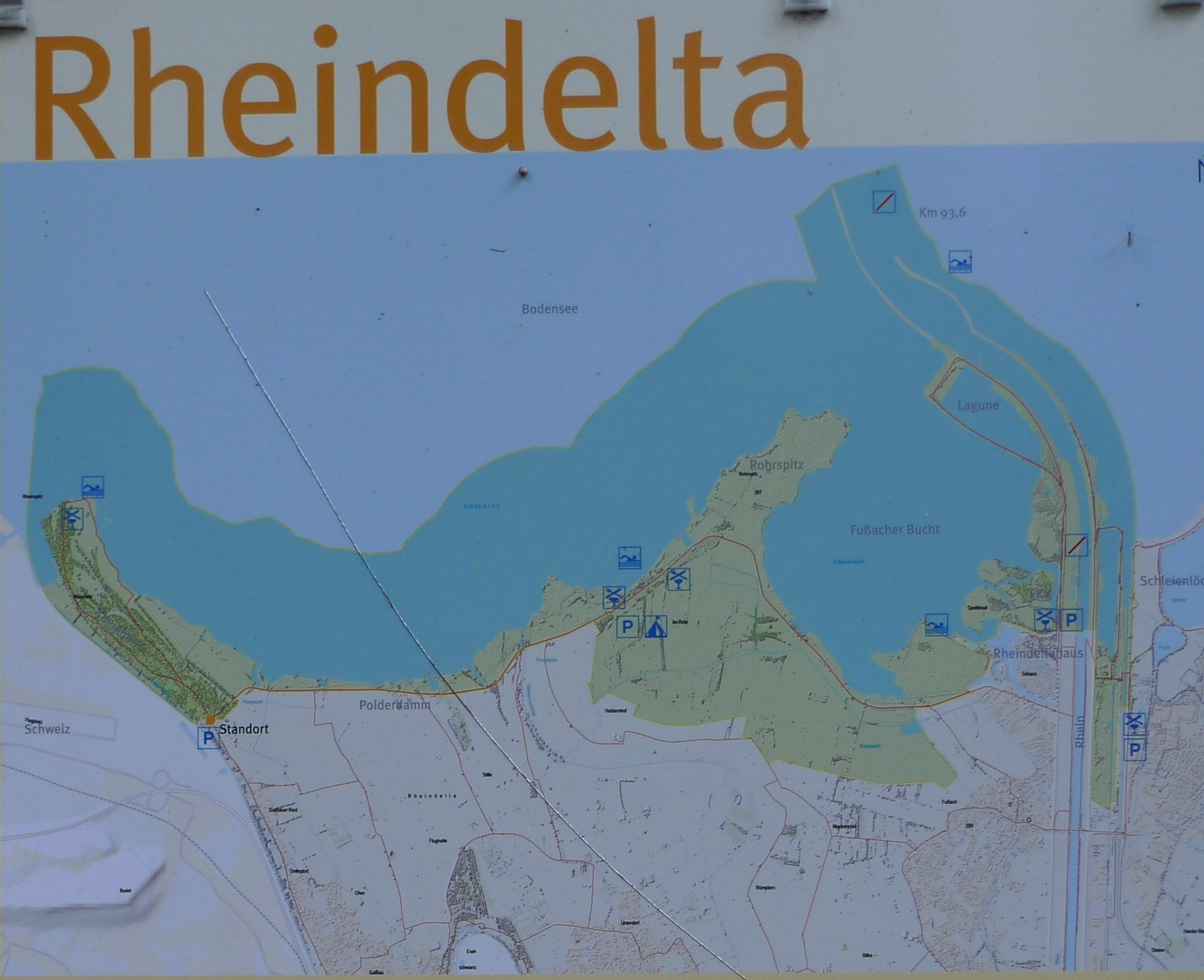
Informatiebord Rijndelta (Bodenmeer)

De Rijndelta van het Bodenmeer is de rivierdelta aan de zuidoostelijke oever van het Bodenmeer, die de Rijn (ook wel "Alpenrijn" genoemd) heeft gevormd in een voormalig watergebied. Het ligt voornamelijk in de Oostenrijkse provincie Vorarlberg, kleinere gebieden horen bij het Zwitserse kanton St. Gallen. De twee schiereilanden in het meer worden Rheinspitz (in het westen) en Rohrspitz (in het oosten) genoemd.
De Rijndelta is de grootste zoetwaterdelta in Europa.
Aldus het Verdrag van Ramsar telt de Rijndelta sinds 1982 tot internationaal belangrijk waterrijk gebied.

## Geografie
De delta van de Alpenrijn vormt een gemeenschappelijk deltagebied met de oostelijke delta's van de rivieren Dornbirner Ach en Bregenzer Ach. In het noorden loopt de grens van de Rijndelta langs de huidige oever van het Bodenmeer. De zuidelijke grens is afhankelijk van het verloop van de Bodenmeer-oever na het smelten van de Rijngletsjer. Op zijn minst bedraagt deze grens enkele kilometers.

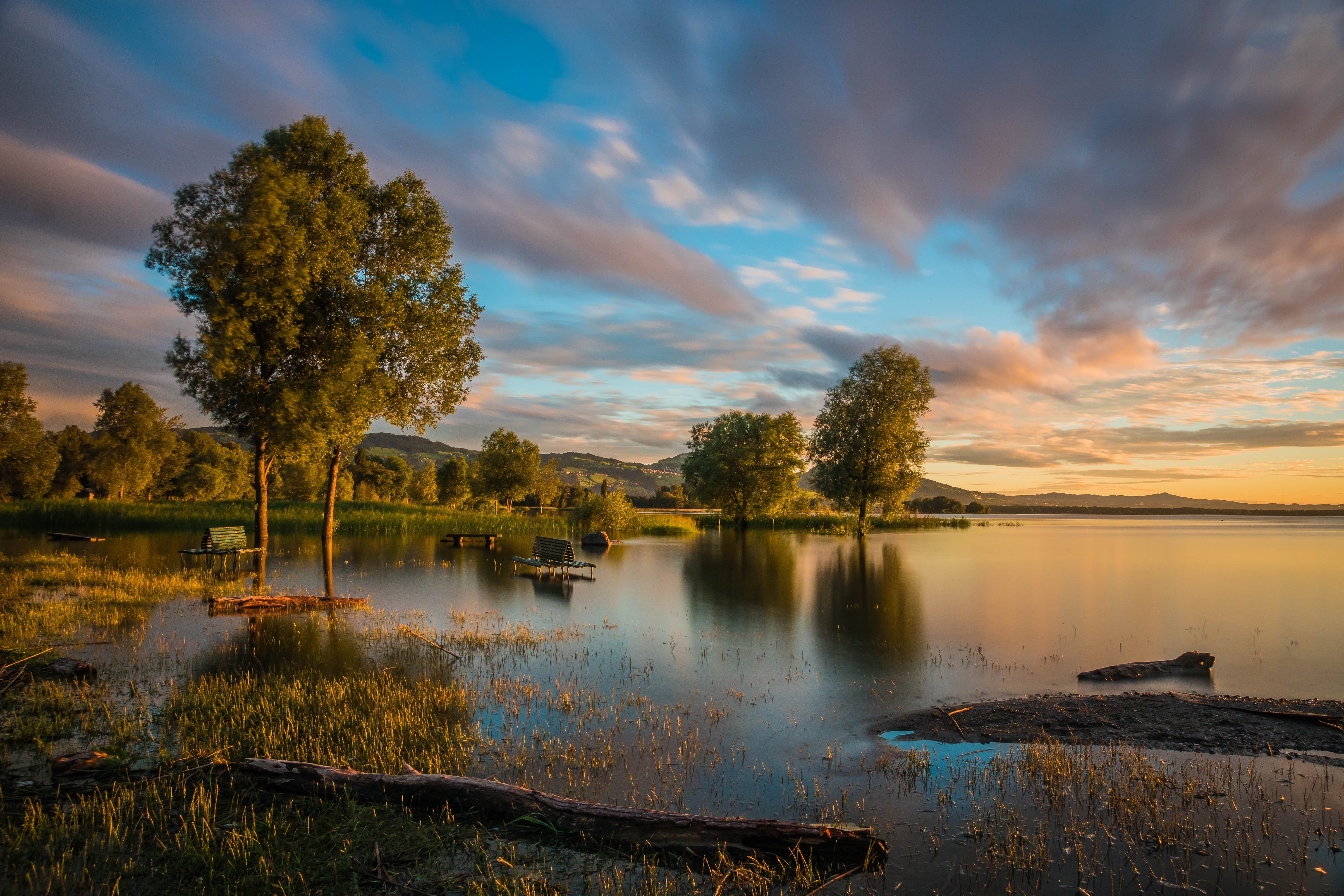
Rohrspitz aan het Bodenmeer

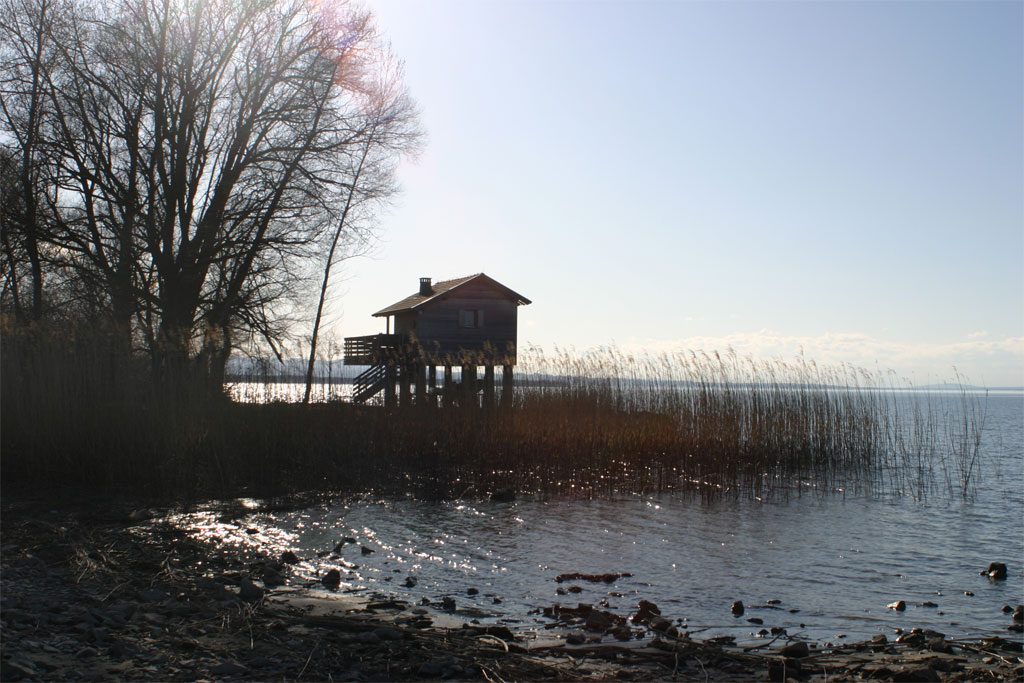
Op Rohrspitz, het oostelijke schiereiland

Het gebied heeft een oppervlakte van 2.065 ha, waarvan 1.960 ha op Oostenrijks grondgebied. Ongeveer twee derde van het gebied bestaat uit water (1.300 ha) dat meestal een diepte van slechts een paar meter heeft.

## Ontwikkeling
Na de terugtrekking van de Rijngletsjer na de laatste koude periode ontstond het Bodenmeer, dat zich oorspronkelijk verder zuidwaarts uitstrekte in het gebied van het Rijndal. Tegelijkertijd begon de delta zich te vormen aan de monding van de Alpenrijn. Dit proces gaat tot op heden door en maakt deel uit van een proces dat jaren zou duren om het Bodenmeer volledig af te dichten.

## Natuurpark
De Rijndelta is het grootste biotoopreservaat van het moerasland aan het Bodenmeer en strekt zich uit van de monding van de Alter Rhein over de monding van de Neuer Rhein tot de Dornbirner Ach in Hard (Vorarlberg). Zowel Oostenrijk als Zwitserland hebben elk het gebied aangewezen als natuurreservaat.
Vanwege het grote ecologische belang is het Vorarlbergse gebied van de Rijndelta een wetland van internationaal belang (een zogenaamde Ramsar-watergebied). De Rijndelta is sinds 1982 een Important Bird Area. Sinds 1995 maakt het natuurreservaat deel uit van het Natura 2000-netwerk dat zich richt op de flora en fauna en de bescherming van vogels.

### Fauna en flora

#### Fauna
De verscheidenheid aan vogels in het natuurpark draagt aanzienlijk bij aan het ecologische belang van de Rijndelta. Tot op heden zijn meer dan 300 vogelsoorten waargenomen, waardoor het Rijndelta natuurpark populair is bij ornithologen en vogelaars. Ondiep water en slibgebieden zijn belangrijke voedselplekken, rust- en broedplaatsen voor watervogels en steltlopers. Talloze zeldzame en bedreigde soorten broeden in de ongeveer 2.000 hectare blauwgrasland, rietland en ooibos.
De Rijndelta is ook een ideaal leefgebied voor veel amfibieën. Tot nu toe zijn negen soorten en een hybride vorm (de middelste groene kikker) in dit gebied geïdentificeerd. De grote populaties groene kikkers zijn opmerkelijk. Europese boomkikkers en kamsalamanders worden in aanzienlijke aantallen lokaal gevonden. Bovendien leven er vijf inheemse reptielensoorten in het gebied. In 2006 werd de muurhagedis voor het eerst ontdekt aan de monding van de Rijn. De muurhagedis is een warmteminnende hagedissoort met een verspreidingsfocus in de Middellandse Zee. Ze hebben zich waarschijnlijk in Vorarlberg gevestigd nadat ze zijn achtergelaten.
Naast een rijke vogelwereld herbergt de Rijndelta ook zoogdieren, in het bijzonder kleine zoogdieren. De tweekleurige bosspitsmuis en de huisspitsmuis komen onder andere voor in het gebied en zijn in Oostenrijk beperkt tot het Alpenrijndal. Tot dusver zijn vier soorten vleermuizen betrouwbaar gedetecteerd. De bever was uitgestorven in Vorarlberg in 1686 vanwege zijn vacht en zijn vlees als maaltijd in de vastenperiode. In 2006 werden voor het eerst in meer dan 300 jaar beversporen ontdekt aan de Oude Rijn. Ondertussen heeft zich de bever verder verspreid en al verschillende watermassa's in het Rijndal bevolkt.

#### Flora
Hoewel het landoppervlak slechts ongeveer een derde van het ruim 2000 hectare grote natuurgebied beslaat, biedt de Rijndelta leefruimte voor tal van plantensoorten. Oeverbossen, verspreide weiden, rietland en grasland zijn de meest ecologisch waardevolle landelijke habitats. Grote vlakke waterzones en bijzondere locaties zoals dammen en ruderaal terrein vergroten de biodiversiteit.
Tot nu toe zijn ongeveer 600 bloeiende planten en varens ontdekt, waarbij verschillende soorten in Oostenrijk of Centraal-Europa worden bedreigd. 33 soorten van het gebied worden als verloren beschouwd of zijn uitgestorven. Deze omvatten bijvoorbeeld de watervliegenval, een vleesetende waterplant, waarvan de zeldzaamheid Ferdinand I van Bulgarije ooit meerdere keren naar de Rijndelta leidde. De afname van soorten wordt voornamelijk veroorzaakt door drainage, intensief landgebruik en riviertechniek. Er zijn echter ook een aantal nieuwe soorten in de flora van de Rijndelta, vooral uit Amerika en Azië, die voornamelijk kunstmatige locaties zoals de Rijndammen bewonen.

## Toerisme
Het Rheindeltahaus ("Rijndeltahuis") is het servicepunt en het natuurbeschermingsstation van het natuurgebied. Het is een ruimte voor onderzoek, administratief werk en openbaar werk. Daarnaast zijn er wisselende tentoonstellingen over de Rijndelta. Het dennenhouten Rheindeltahaus is ontworpen door het architectenbureau HK Architekten en werd voltooid in 1998. Rekening houdend met de overstromingsniveaus van de locatie in Fußach, is het huis gebouwd op palen.
Activiteiten in het natuurpark omvatten fietsen, wandelen en vogelen.
- Vogelen: Met meer dan 340 geregistreerde soorten (tot 2002) is de Rijndelta een populair natuurpark onder vogelaars. Het is een bekend gebied om zeldzaamheden te spotten, vooral steltlopers.[20] Sinds 1982 is de Rijndelta een Important Bird Area.[21] Er is een app gecreëerd voor het Rijngebied, die vogelaars helpt om vogels te identificeren.[22]
- Fietsen: De Rijndelta-fietsroute is geschikt voor zowel sportieve als recreatieve fietsers. De route is ongeveer 47,4 km lang en heeft slechts een kleine stijging. Onderweg op de Oude Rijn en aan de oevers van het Bodenmeer zijn er verschillende zwemplekken.[23][24]
- Wandelen: De lagunetocht in de Rijndelta langs de dam biedt uitzicht op de Bodensee en in het bijzonder op het eiland Lindau.[25] Route: Rijnmonding – Fußach – In der Schanz – Lagune – In der Schanz (afstand: 4,7 km, duur: ongeveer 1,5 uur)[26]